# Karsten Obarski
Karsten Obarski (álnevei: Obi, Muzak Wizzard; szül.: 1965. május 11.) szoftverfejlesztő, mérnök és videójáték zeneszerző, aki legfőképpen arról nevezetes, hogy megalkotta minden tracker program atyját, a The Ultimate Soundtrackert (vagy csak röviden: Soundtracker), valamint ehhez kapcsolódóan a komponált zenék tárolására szolgáló fájlformátumot (MOD, modul). A szoftvert és klónjait számos platformra portolták, a segítségükkel írt zenemodulok számos Amiga játék és demó zenei aláfestő zenéit adják.

## Tevékenységei

### Kezdetek
Karsten Obarski már gyermekként érdeklődést mutatott a számítógépek iránt. 1981-től kezdődően 8-bites Commodore számítógépeken írta első programjait, először BASIC nyelven, majd gépi kódban. A zenei betétekhez Chris Hülsbeck Soundmonitorát használta.

### Soundtracker
Obarski barátja, Guido Bartels éppen egy Arkanoid-stílusú játékot fejlesztett, az Amegast és megkérte arra, hogy készítsen hozzá zenét. Obarski nemrég szerzett Amiga 1000-esén már kifejlesztett addigra egy – előzőleg bedigitalizált – hangmintákat lejátszó rutint. A felkérést elfogadva ekkor alkotta meg a lejátszó rutin számára azt a szerkesztőprogramot, mely továbbfejlesztve az 1987 decemberében kiadott The Ultimate Soundtracker lett. Az igazi újítás benne az volt, hogy addig a digitalizált hangszeres zene a számítógép rengeteg memóriáját felemésztette, így méretük és terjedelmük csak rövid lehetett. A Soundtrackerrel viszont a hangminták és az adatstruktúra segítségével hosszabb zenék voltak komponálhatók és lejátszhatók, viszonylag kis méretben. A Soundtrackert a reLINE Software dobta piacra, mely ugyan üzletileg nem lett sikeres, viszont lehetővé tette zeneileg képzetlen amatőrök sokaságának a számítógépes zeneszerzést.
A szoftverhez fűződő szerzői jogait (Copyright) később eladta egy EAS nevű cégnek, mely utat nyitott a Soundtracker és klónjai szerteágazó fejlődésének. Ő maga már nem foglalkozott a továbbiakban a fejlesztésével, hanem egy teljesen új, MIDI-támogatással rendelkező zeneszerkesztő programon kezdett dolgozni (Synthpack), melyet azonban sosem adott ki, viszont saját maga használta, pl. a Dyter-07 videójáték zenéjéhez.

## Hatása
A program nem állt meg a Commodore Amigánál, lelkes programozók átírták más gépekre is. Később elkészült a program még több csatornát kezelő változata (OctoMed és FastTracker II) is. A Soundtracker logikája ma is  tettenérhető több széles körben elterjedt zeneszerkesztő programban, mint amilyen például a Renoise.
Az Obarski által megalkotott zeneszerkesztő és fájlformátum mind a videójátékok terén, mind pedig a Demoscene számára mérföldkőnek számított. Ennek ellenére ő maga visszavonult a játékiparból, és jobbára kerüli a nyilvánosságot.

## Dalok, kompozíciók
- Amegas (Amiga 1987)
- Crystal Hammer (Amiga 1987)
- Larrie and the Ardies (Amiga 1987)
- Rallye Master (Amiga 1987)
- Sleepwalker (Amiga 1987)
- Detector (Amiga 1988)
- Future Tank (Amiga 1988)
- Sarcophaser (Amiga 1988)
- Oil Imperium (C=64, Amiga 1989)
- Dyter-07 (Amiga, C=64 1990)
- Legend of Faerghail (C=64 1990)
- Black Gold (C=64 1991)
- Fate: Gates of Dawn (Amiga, Atari ST 1991)
- Window Wizard (Amiga 1991)
- Centerbase (Amiga, PC 1992)[3]
- Snavely! (Macintosh 1995)[6]